# 1996年法国网球公开赛
1996年法国网球公开赛。

## 冠军
单打列出冠亚军以及决赛比分，双打列出冠军组合。

### 男子单打
主条目：1996年法国网球公开赛男子单打
卡费尔尼科夫（俄罗斯） 7-6(4) 7-5 7-6(4) 斯蒂奇（德国）

### 女子单打
主条目：1996年法国网球公开赛女子单打
格拉芙（德国） 6-3 6-7(4) 10-8 桑切斯（西班牙）

### 男子双打
主条目：1996年法国网球公开赛男子双打
卡费尔尼科夫（俄罗斯）/瓦塞克（捷克）

### 女子双打
主条目：1996年法国网球公开赛女子双打
达文波特（美国）/菲尔南德斯（美国）

### 混合双打
主条目：1996年法国网球公开赛混合双打
塔拉贝尼（阿根廷）/菲拉纳（阿根廷）